# Livre du cœur d'Amour épris
Le Livre du Cœur d'amour épris est un roman allégorique écrit par René d'Anjou au XVe siècle. 

## Texte
Écrit par le roi René en personne, le texte raconte, pour partie en prose et pour partie en vers rimés, une histoire d'amour chevaleresque dans la tradition du Roman de la Rose. Ce roman est écrit en moyen français.
Le récit, plutôt complexe, se nourrit d'allégories. Le dieu Cupidon arrache le cœur d'un poète pendant son sommeil. Après maintes aventures, le chevalier Cœur accompagné de Désir libère Douce Merci, la dame idéale retenue captive par Refus, Honte et Crainte. Les protagonistes incarnent des sentiments tels qu'Espérance, Jalousie, Tristesse et Courroux ; ils évoluent dans des lieux nommés Forêt de Longue Attente ou Château de Bon Repos...

## Manuscrits
Il existe sept manuscrits de ce texte :
- cinq à Paris, à la Bibliothèque nationale de France :
  - Français 1425,
  - Français 1509,
  - Français 24399,
  - Nouvelles acquisitions françaises 11679,
  - Arsenal, 2984 ;
- un au Vatican, à la Bibliothèque apostolique vaticane :
  - Regiensi latini 1629 ;
- un à Vienne, à la Bibliothèque nationale autrichienne :
  - Codex vindobonensis 2597.

L'exemplaire de Vienne renferme les plus belles miniatures. L'un de ceux conservés à Paris contient le texte le plus complet.

### Vienne, Bibliothèque nationale autrichienne (Codex vindobonensis 2597)
Le manuscrit a été peint entre 1457 et 1470. On a longtemps supposé que le roi René en personne l'enlumina. Des éléments stylistiques attestent une facture flamando-provençale. Il semble acquis que l'artiste est Barthélemy d'Eyck.
L'ouvrage comporte 127 feuillets de parchemin au format in-quarto (290 × 207 mm). La mort de l'artiste en empêcha sans doute l'achèvement. En plus des 16 peintures réalisées, des emplacements furent prévus pour 29 autres.
La beauté de ses représentations a rendu l'œuvre célèbre. Particulièrement remarquables sont les scènes de nuit (miniatures I, IV, XVI), d'aube (miniatures V, XI, XIII) ou de crépuscule (miniature XIV). Rendant avec virtuosité et poésie divers effets de lumière, elles attestent une observation attentive de la nature.
Le premier propriétaire connu du manuscrit est le prince Eugène de Savoie. Après sa mort, il est acheté en 1737 par l'empereur Charles VI pour la bibliothèque de la Cour impériale. Il est transféré à Paris en 1809 puis restitué à Vienne en 1815. Il est actuellement conservé à la Bibliothèque nationale autrichienne.

Bibliothèque nationale autrichienne (Codex vindobonensis 2597)
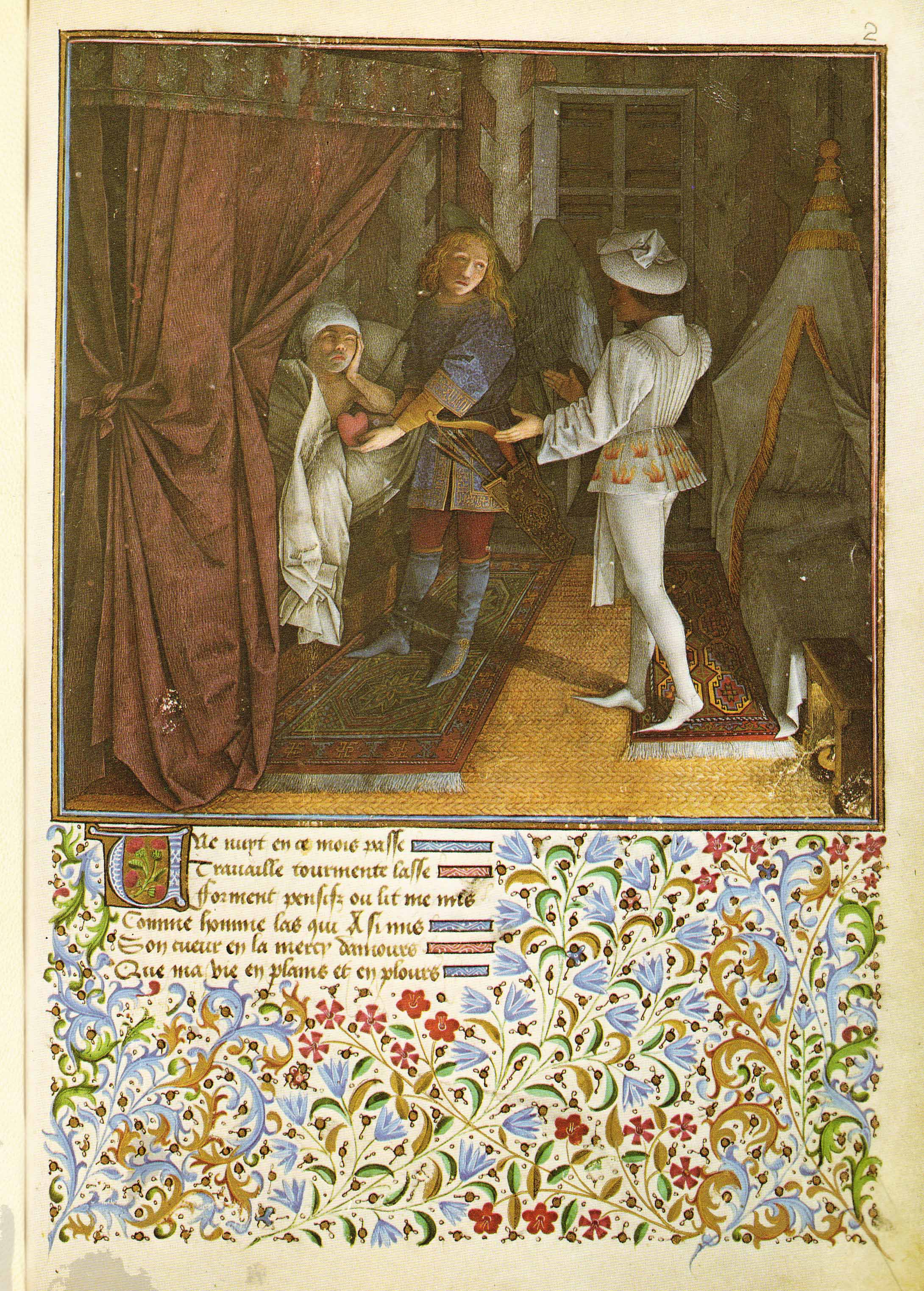
Amour donne à Désir le cœur du roi (f. 2r).
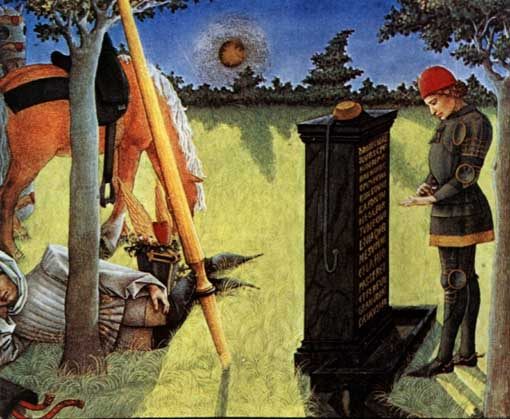
Désir et Cœur à la Fontaine de Fortune (f. 15r).
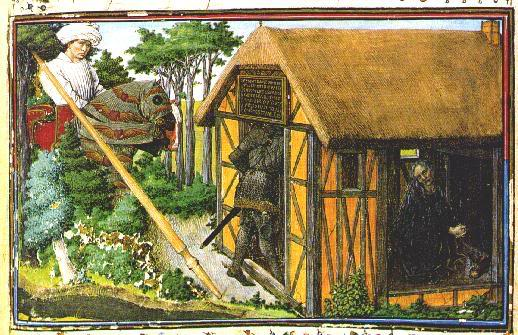
Désir rencontre Mélancolie (f. 17r).
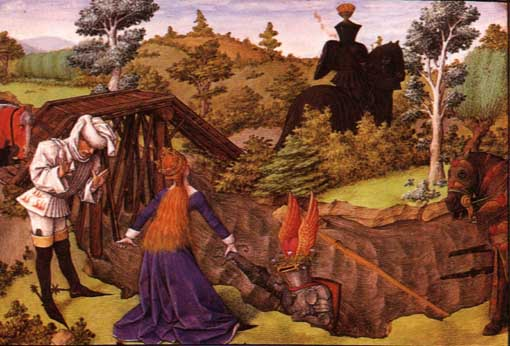
Espérance tire Cœur hors de l'eau (f. 21v).
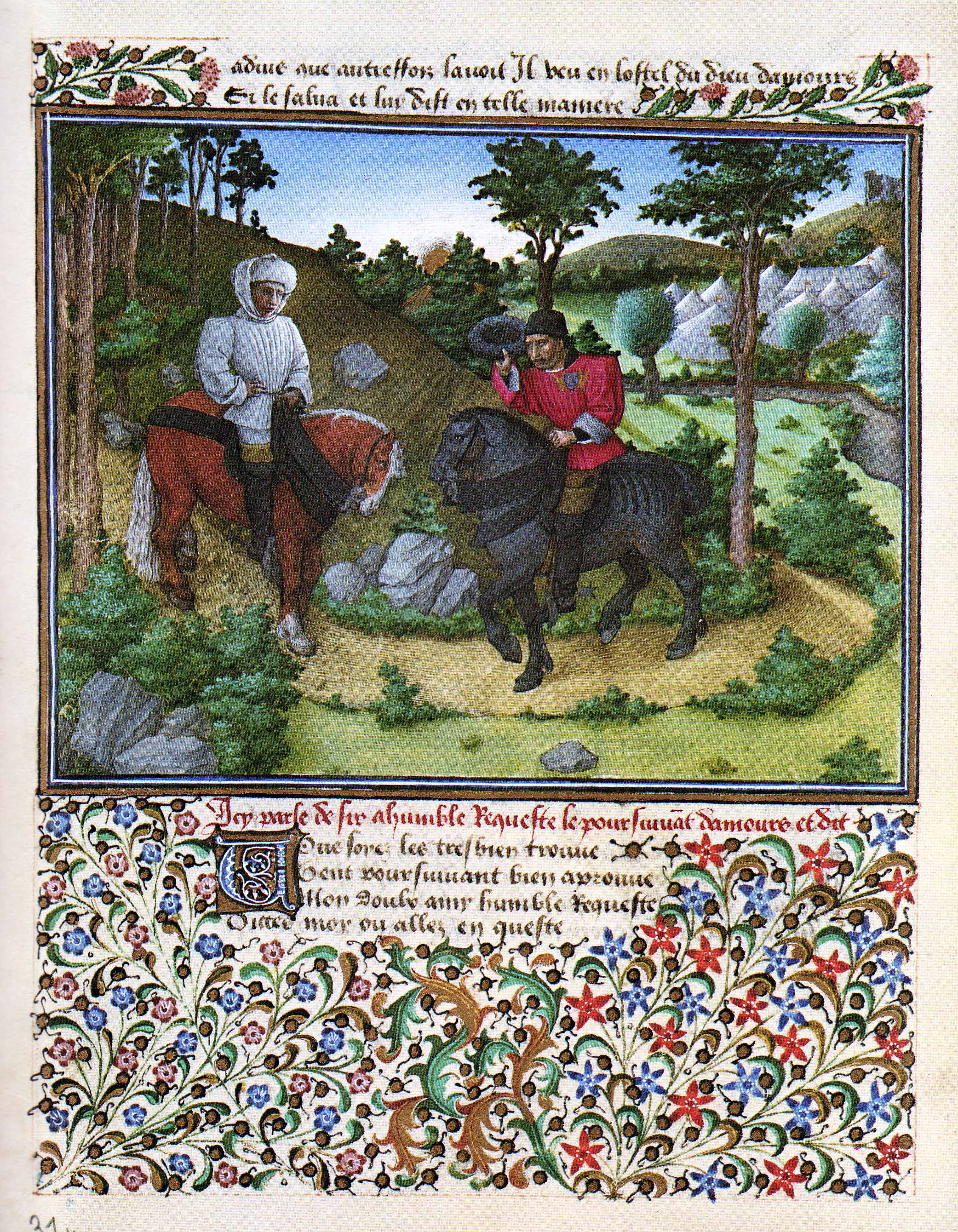
Désir rencontre le messager d’Amour (f. 31v).
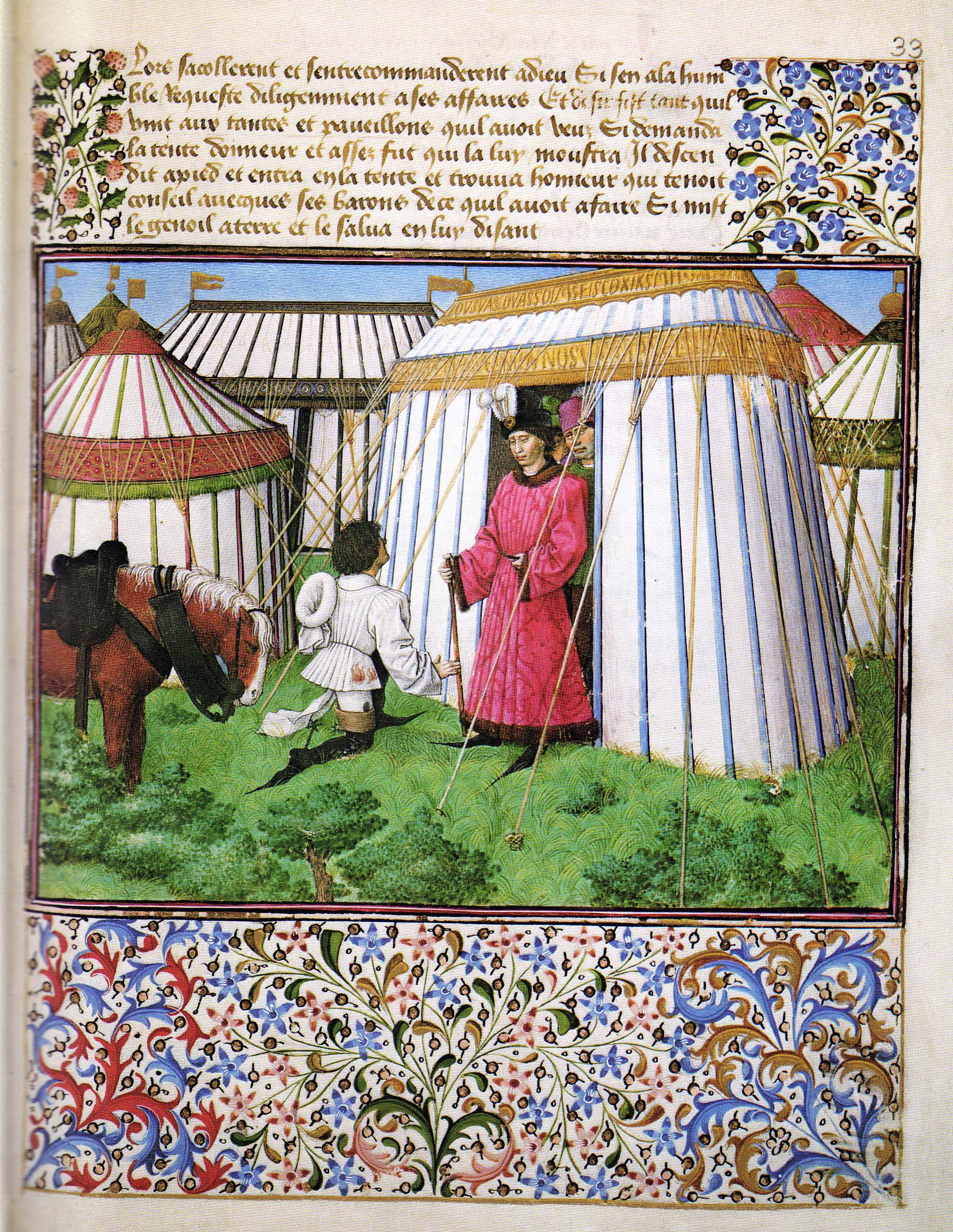
Désir rend hommage à Honneur (f. 33r).

### Paris, Bibliothèque nationale de France (Fr. 24399)
Écrit autour de 1460, ce manuscrit est enluminé une vingtaine d'années plus tard par un artiste anonyme désigné sous le nom de Maître du Retable Beaussant.
Contrairement à celui de Vienne, toutes ses miniatures — au nombre de 68 — ont été réalisées. Les 16 premières correspondent exactement au programme iconographique du manuscrit viennois.
La qualité des illustrations est nettement plus faible.
Il est conservé à la Bibliothèque nationale de France.

Bibliothèque nationale de France (Fr. 24399)
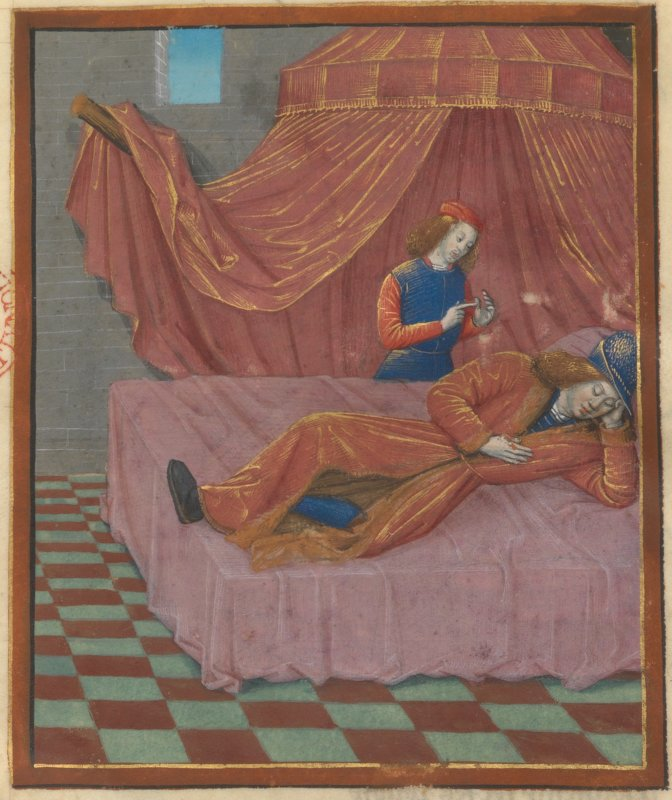
Songe du roi (f. 1r).
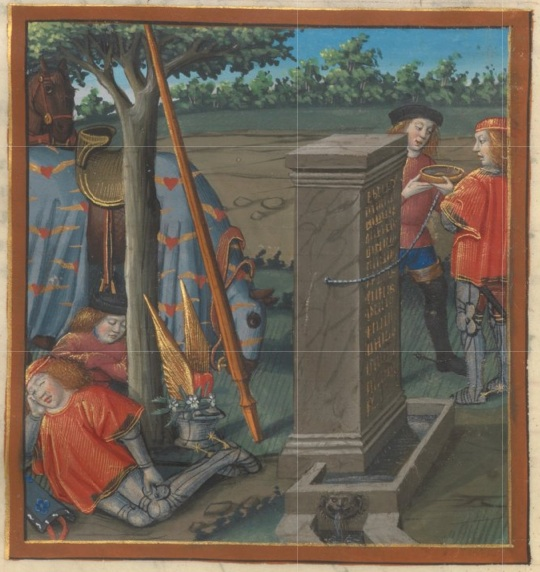
Désir et Cœur à la Fontaine de Fortune (f. 12v).
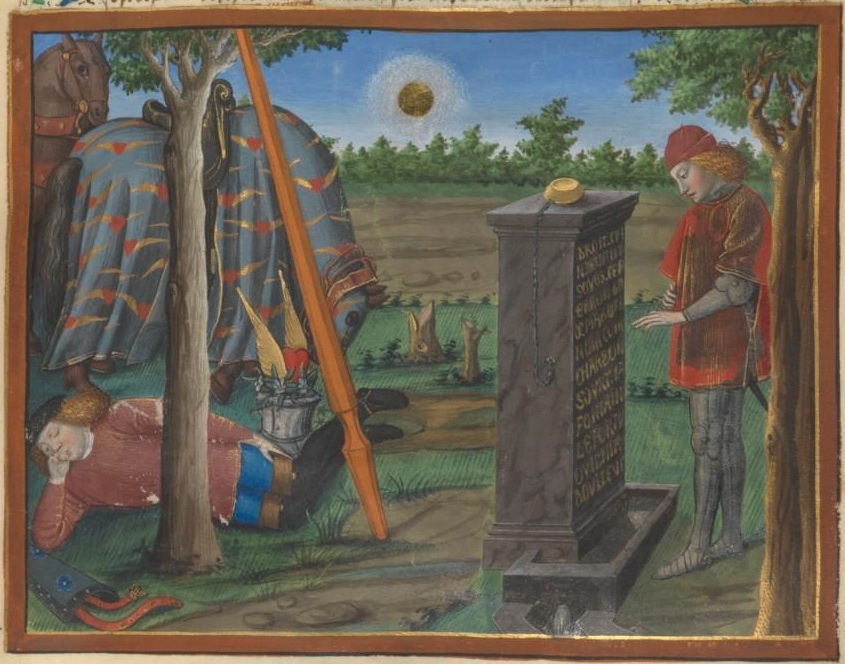
Cœur lit l’inscription de la Fontaine (f. 15r).
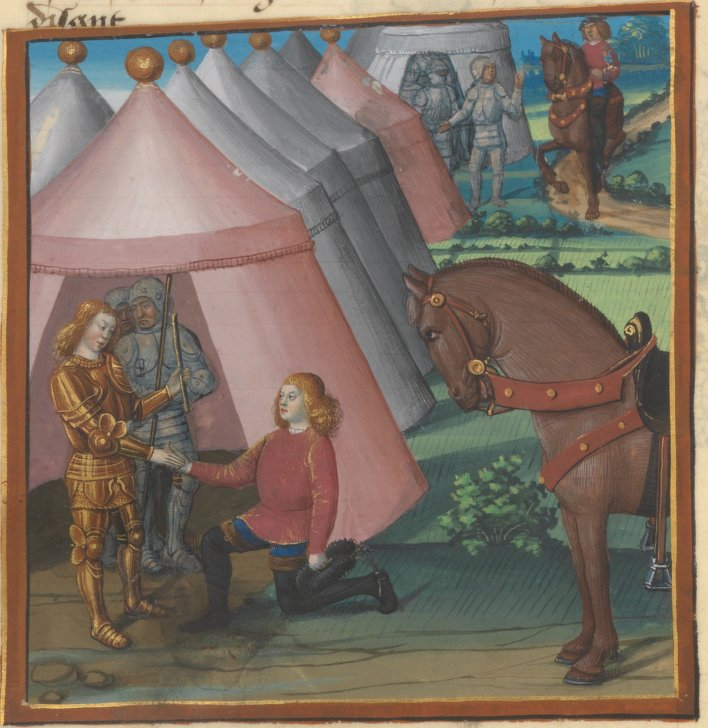
Désir rend hommage à Honneur (f. 34v).
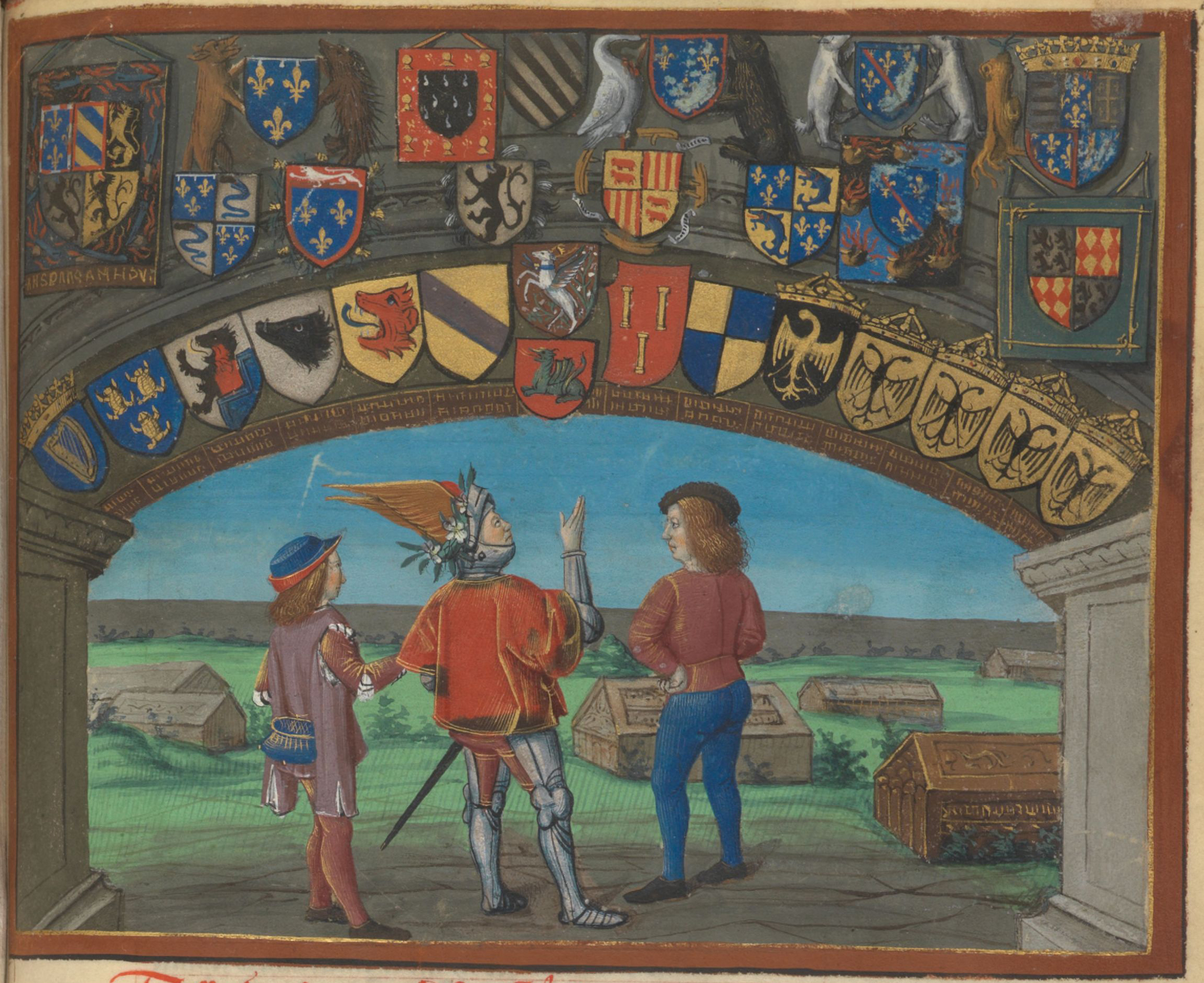
Scène héraldique (f. 91r).
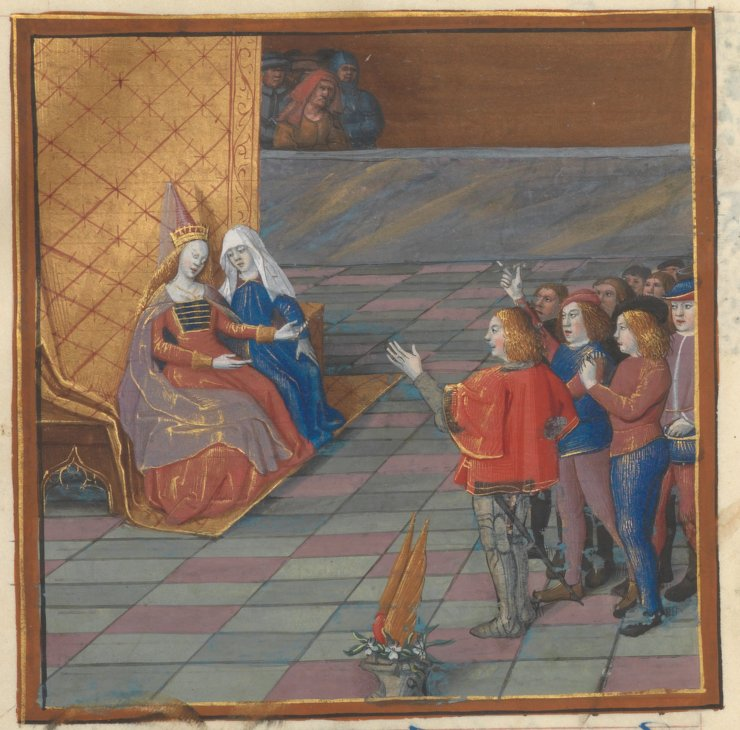
Cœur devant Mercy (f. 129v).